# 牛ノ浜駅
牛ノ浜駅（うしのはまえき）は、鹿児島県阿久根市大川にある、肥薩おれんじ鉄道線の駅である。駅番号はOR22。

## 歴史

### 駅名の由来
開業当時の地名（出水郡阿久根村字牛之浜）が由来。駅名を決める際、牛之浜の「之」を簡素化して「牛ノ浜」とした。
「牛ノ浜」の「牛（ウシ）」は動物の牛ではなく「岩や丸太等で作った木組みや積み上げられた石」のことであり、この木組みや石が薩摩黒牛の背中や群れに似ていることから「牛ノ浜」と名付けられたものが地名として定着したもので、放牧や牧場とは関係ない。この地の海岸は古くから荒波だったため高波の被害が多かった。そこで木組みをして石を積み上げて「ウシ」を築き、海岸（浜）を守ったのがこの地の由来である。現在でもこの一帯の沿岸には「ウシ瀬」と呼ばれる当時に作られた人工岩や木組みが残っている。

### 年表
- 1922年（大正11年）10月15日：鉄道省川内線の駅として開設[1]。
- 1927年（昭和2年）10月17日：八代 - 出水 - 川内駅間海岸線全通により鹿児島本線に制定。
- 1943年（昭和18年）3月：駅舎改築[2]。
- 1949年（昭和24年）6月1日：公共企業体である日本国有鉄道が発足。
- 1961年（昭和36年）9月1日：貨物取扱廃止[3]。
- 1970年（昭和45年）8月21日：荷物扱い廃止[4]。駅員無配置駅となる[5]。
- 1987年（昭和62年）
  - 1月17日：駅舎跡地にドライブイン「まくらぎ茶屋」が開店[6]。
  - 4月1日：国鉄分割民営化に伴い、JR九州に移管[3]。
- 2004年（平成16年）3月13日：九州新幹線開業に伴い、肥薩おれんじ鉄道に移管[7]。
- 2015年（平成27年）5月31日：駅構内のうどん・そばの店「めん処ふくなが・牛ノ浜店」が閉店。
- 2016年（平成28年）4月：駅構内の空店舗を解体撤去。

## 駅構造

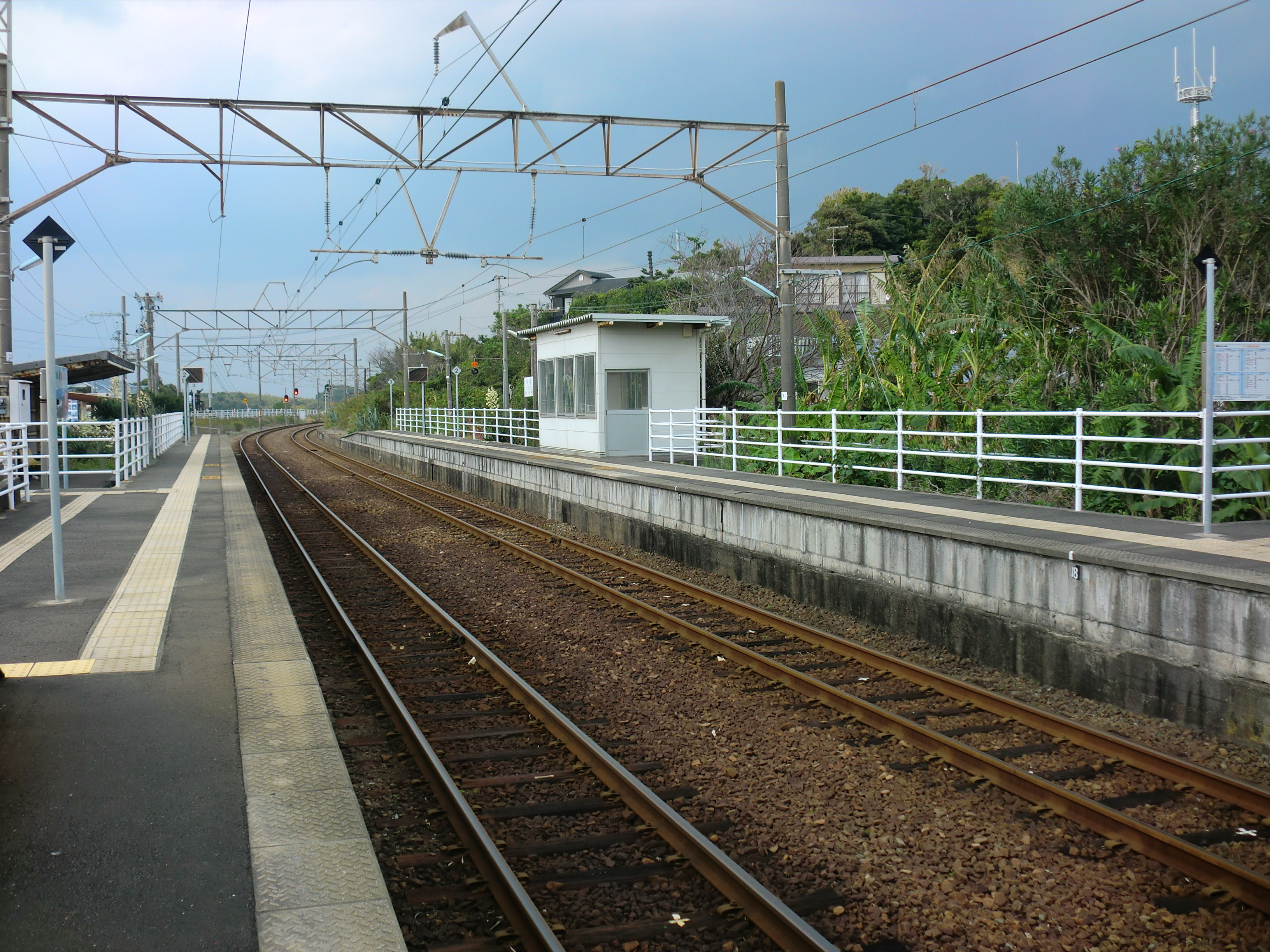
ホーム（2012年11月）

- 相対式ホーム2面2線を有する地上駅である。
- 駐車場有り。2015年5月31日までは駅構内に福永食品直営のうどん・そばの店「めん処ふくなが・牛ノ浜店」の店舗があり、営業していた。
- 国鉄時代は有人駅で現在の「めん処ふくなが」のあった場所に平屋建て木造駅舎が建っていた他、八代方海側にある空地には貨物側線と貨物ホームが設けられて海鮮類や野菜等の貨物取扱を行っていたが、1970年に無人駅になり、貨物側線、貨物ホームが撤去された後に駅舎も1985年頃に解体された。駅舎跡地には1987年にJR九州直営うどん・そばの店「まくらぎ茶屋」が建てられ営業していた[6]が、2004年3月の経営分離時に撤退、閉店している。その後、店舗跡地には2004年4月から「めん処ふくなが・牛ノ浜店」が入居して営業していたが、こちらも店舗の老朽化のため2015年5月31日限りで閉店した[8]。空店舗の処遇については未定であったが、2016年4月に解体撤去されて更地になった。
- 駅構内は沿道（国道3号線）を挟んですぐに東シナ海（牛ノ浜景勝地）と隣り合っており、駅前から牛ノ浜全体が見渡せる程非常に眺めが良く、国鉄時代から絶景ポイントの一つとして知られている。
- ななつ星in九州のエクスカーションのための停車駅でもある。

### のりば
| のりば | 路線                | 方向 | 行先                 | 備考                 |
| ------ | ------------------- | ---- | -------------------- | -------------------- |
| 1      | ■肥薩おれんじ鉄道線 | 上り | 出水・水俣・八代方面 | 原則としてこのホーム |
| 1      | ■肥薩おれんじ鉄道線 | 下り | 川内方面             | 原則としてこのホーム |
| 2      | ■肥薩おれんじ鉄道線 | 下り | 川内方面             | 午前の一部列車のみ   |

- 上り線の一部列車は2番のりばから発車する。

## 利用状況
- 2019年度の1日平均乗降人員は28人である[9]。

| 年度 | 1日平均 乗車人員 | 1日平均 乗降人員 |
| ---- | ---------------- | ---------------- |
| 2007 | 18               | 38               |
| 2008 | 20               | 41               |
| 2009 | 27               | 55               |
| 2010 | 25               | 51               |
| 2011 | 23               | 52               |
| 2012 | 15               | 34               |
| 2013 | 19               | 41               |
| 2014 | 21               | 43               |
| 2015 | 21               | 47               |
| 2016 |                  | 51               |
| 2017 |                  | 44               |
| 2018 |                  | 40               |
| 2019 |                  | 28               |

## 駅周辺
- 国道3号
- 鹿児島県立自然公園（都道府県立自然公園参照）となっている阿久根西岸景勝地（牛ノ浜景勝地）が広がる。

かつては牛ノ浜沿いに牛ノ浜海水浴場があり、当駅は海水浴の利用客で賑わっていたが、海水浴場は1970年代に閉鎖され廃止されている。

## バス路線
駅前に南国交通「牛之浜」バス停が設置されている。
- 鶴翔高校（朝7時台に1本のみ）
- 阿久根駅前・阿久根新港
- 川内駅前・隈之城車庫

## 隣の駅
※臨時快速「おれんじ食堂」の隣の停車駅は列車記事を参照のこと。
肥薩おれんじ鉄道
■肥薩おれんじ鉄道線
阿久根駅（OR21） - 牛ノ浜駅（OR22） - 薩摩大川駅（OR23）